# Campionato mondiale di hockey su ghiaccio femminile 2023
Il Campionato mondiale di hockey su ghiaccio femminile 2023 fu la 25ª edizione della competizione organizzata dalla International Ice Hockey Federation. Si disputò dal 5 al 16 aprile 2023 a Brampton, in Canada.
Gli Stati Uniti conquistarono il titolo per la decima volta, sconfiggendo in finale il Canada con il punteggio di 6-3.

## Campionato (Top Division)

### Partecipanti
Al torneo prendono parte 10 squadre:
| 7 dall'Europa     | Finlandia | Francia     |
| 7 dall'Europa     | Germania  | Rep. Ceca   |
| 7 dall'Europa     | Svezia    | Svizzera    |
| 7 dall'Europa     | Ungheria  |             |
| 2 dal Nordamerica | Canada    | Stati Uniti |
| 1 dall'Asia       | Giappone  |             |

### Gironi preliminari
Le squadre sono state divise in base al piazzamento nell'edizione precedente.

#### Girone A
| Pos | Squadra     | G | V | VS | PS | P | GF | GS | DG  | Pt | Qualificazione   |
| --- | ----------- | - | - | -- | -- | - | -- | -- | --- | -- | ---------------- |
| 1   | Canada      | 4 | 3 | 1  | 0  | 0 | 18 | 4  | +14 | 11 | Quarti di finale |
| 2   | Stati Uniti | 4 | 3 | 0  | 1  | 0 | 25 | 8  | +17 | 10 | Quarti di finale |
| 3   | Rep. Ceca   | 4 | 1 | 1  | 0  | 2 | 10 | 14 | −4  | 5  | Quarti di finale |
| 4   | Svizzera    | 4 | 1 | 0  | 0  | 3 | 7  | 21 | −14 | 3  | Quarti di finale |
| 5   | Giappone    | 4 | 0 | 0  | 1  | 3 | 5  | 18 | −13 | 1  | Quarti di finale |

| Brampton 5 aprile 2023, ore 15:00 UTC-4 | Stati Uniti | 7 – 1 (2-1, 2-0, 3-0) referto | Giappone | CAA Centre (894 spett.) |

| Brampton 5 aprile 2023, ore 19:00 UTC-4 | Canada | 4 – 0 (2-0, 1-0, 1-0) referto | Svizzera | CAA Centre (3510 spett.) |

| Brampton 6 aprile 2023, ore 15:00 UTC-4 | Giappone | 1 – 2 (d.t.s.) (0-1, 0-0, 1-0, 0-1) referto | Rep. Ceca | CAA Centre (568 spett.) |

| Brampton 7 aprile 2023, ore 11:00 UTC-4 | Svizzera | 1 – 9 (0-4, 0-2, 1-3) referto | Stati Uniti | CAA Centre (2227 spett.) |

| Brampton 7 aprile 2023, ore 19:00 UTC-4 | Rep. Ceca | 1 – 5 (1-2, 0-1, 0-2) referto | Canada | CAA Centre (4036 spett.) |

| Brampton 8 aprile 2023, ore 19:00 UTC-4 | Giappone | 0 – 5 (0-2, 0-2, 0-1) referto | Canada | CAA Centre (3755 spett.) |

| Brampton 9 aprile 2023, ore 15:00 UTC-4 | Stati Uniti | 6 – 2 (2-2, 2-0, 2-0) referto | Rep. Ceca | CAA Centre (2149 spett.) |

| Brampton 10 aprile 2023, ore 15:00 UTC-4 | Svizzera | 4 – 3 (0-2, 2-1, 2-0) referto | Giappone | CAA Centre (1101 spett.) |

| Brampton 10 aprile 2023, ore 19:00 UTC-4 | Canada         | 3 – 3 (d.t.s.) (1-1, 1-0, 1-2, 0-0) referto | Stati Uniti | CAA Centre (4322 spett.) |
| \| \| \| \| \| \| Shootout 1 – 0 \| \|   |                |                                             |             |                          |
|                                          |                |                                             |             |                          |
|                                          | Shootout 1 – 0 |                                             |             |                          |

| Brampton 11 aprile 2023, ore 19:00 UTC-4 | Rep. Ceca | 5 – 2 (3-0, 1-0, 1-2) referto | Svizzera | CAA Centre (1119 spett.) |

#### Girone B
| Pos | Squadra   | G | V | VS | PS | P | GF | GS | DG  | Pt | Qualificazione o retrocessione  |
| --- | --------- | - | - | -- | -- | - | -- | -- | --- | -- | ------------------------------- |
| 1   | Finlandia | 4 | 4 | 0  | 0  | 0 | 26 | 3  | +23 | 12 | Quarti di finale                |
| 2   | Germania  | 4 | 3 | 0  | 0  | 1 | 11 | 6  | +5  | 9  | Quarti di finale                |
| 3   | Svezia    | 4 | 2 | 0  | 0  | 2 | 18 | 14 | +4  | 6  | Quarti di finale                |
| 4   | Ungheria  | 4 | 1 | 0  | 0  | 3 | 7  | 15 | −8  | 3  | Retrocessa in Prima Divisione A |
| 5   | Francia   | 4 | 0 | 0  | 0  | 4 | 5  | 29 | −24 | 0  | Retrocessa in Prima Divisione A |

| Brampton 5 aprile 2023, ore 11:00 UTC-4 | Francia | 1 – 14 (0-6, 1-3, 0-5) referto | Finlandia | CAA Centre (705 spett.) |

| Brampton 6 aprile 2023, ore 11:00 UTC-4 | Germania | 6 – 2 (1-1, 3-1, 2-0) referto | Svezia | CAA Centre (1021 spett.) |

| Brampton 6 aprile 2023, ore 19:00 UTC-4 | Francia | 2 – 4 (0-2, 0-1, 2-1) referto | Ungheria | CAA Centre (1072 spett.) |

| Brampton 7 aprile 2023, ore 15:00 UTC-4 | Finlandia | 3 – 0 (2-0, 1-0, 0-0) referto | Germania | CAA Centre (1532 spett.) |

| Brampton 8 aprile 2023, ore 11:00 UTC-4 | Svezia | 6 – 2 (4-2, 1-0, 1-0) referto | Ungheria | CAA Centre (1337 spett.) |

| Brampton 9 aprile 2023, ore 11:00 UTC-4 | Finlandia | 4 – 2 (0-0, 0-2, 4-0) referto | Svezia | CAA Centre (1919 spett.) |

| Brampton 9 aprile 2023, ore 19:00 UTC-4 | Germania | 3 – 0 (1-0, 1-0, 1-0) referto | Francia | CAA Centre (1020 spett.) |

| Brampton 10 aprile 2023, ore 11:00 UTC-4 | Ungheria | 0 – 5 (0-1, 0-3, 0-1) referto | Finlandia | CAA Centre (1073 spett.) |

| Brampton 11 aprile 2023, ore 11:00 UTC-4 | Ungheria | 1 – 2 (0-2, 1-0, 0-0) referto | Germania | CAA Centre (1232 spett.) |

| Brampton 11 aprile 2023, ore 15:00 UTC-4 | Svezia | 8 – 2 (3-0, 4-0, 1-2) referto | Francia | CAA Centre (702 spett.) |

### Fase a eliminazione diretta
Gli accoppiamenti delle semifinali sono stati definiti dopo i quarti di finale.

#### Tabellone
|  | Quarti di finale | Quarti di finale | Quarti di finale |             |   | Semifinali  | Semifinali | Semifinali |   |                 | Finale          | Finale          | Finale |  |
|  |                  |                  |                  |             |   |             |            |            |   |                 |                 |                 |        |  |
|  | A1               | Canada (dts)     | 3                |             |   |             |            |            |   |                 |                 |                 |        |  |
|  | A1               | Canada (dts)     | 3                |             |   |             |            |            |   |                 |                 |                 |        |  |
|  | B3               | Svezia           | 2                |             |   |             |            |            |   |                 |                 |                 |        |  |
|  | B3               | Svezia           | 2                |             | 1 | Canada      | 5          |            |   |                 |                 |                 |        |  |
|  |                  |                  |                  |             | 1 | Canada      | 5          |            |   |                 |                 |                 |        |  |
|  |                  |                  | 4                | Svizzera    | 1 |             |            |            |   |                 |                 |                 |        |  |
|  | A4               | Svizzera         | 4                | Svizzera    | 1 | 5           |            |            |   |                 |                 |                 |        |  |
|  | A4               | Svizzera         |                  |             |   |             |            |            |   |                 |                 |                 |        |  |
|  | A5               | Giappone         | 1                |             |   |             |            |            |   |                 |                 |                 |        |  |
|  | A5               | Giappone         | 1                |             | 1 | Canada      | 3          |            |   |                 |                 |                 |        |  |
|  |                  |                  |                  |             |   |             |            |            |   |                 |                 |                 |        |  |
|  |                  |                  | 2                | Stati Uniti | 6 |             |            |            |   |                 |                 |                 |        |  |
|  | A2               | Stati Uniti      | 2                | Stati Uniti | 6 | 3           |            |            |   |                 |                 |                 |        |  |
|  | A2               | Stati Uniti      |                  |             |   | 3           |            |            |   |                 |                 |                 |        |  |
|  | B2               | Germania         | 0                |             |   |             |            |            |   |                 |                 |                 |        |  |
|  | B2               | Germania         | 0                |             | 2 | Stati Uniti | 9          |            |   | Finale 3º posto | Finale 3º posto | Finale 3º posto |        |  |
|  |                  |                  |                  |             | 2 | Stati Uniti | 9          |            |   |                 |                 |                 |        |  |
|  |                  |                  | 3                | Rep. Ceca   | 1 |             |            |            |   |                 |                 |                 |        |  |
|  | A3               | Rep. Ceca        | 3                | Rep. Ceca   | 1 | 2           |            |            | 3 | Rep. Ceca       | 3               |                 |        |  |
|  | A3               | Rep. Ceca        |                  |             |   |             |            |            | 3 | Rep. Ceca       | 3               |                 |        |  |
|  | B1               | Finlandia        | 1                |             |   | 4           | Svizzera   | 2          |   |                 |                 |                 |        |  |

#### Quarti di finale
| Brampton 13 aprile 2023, ore 10:00 UTC-4 | Rep. Ceca | 2 – 1 (0-1, 2-0, 0-0) referto | Finlandia | CAA Centre (1034 spett.) |

| Brampton 13 aprile 2023, ore 13:30 UTC-4 | Stati Uniti | 3 – 0 (1-0, 1-0, 1-0) referto | Germania | CAA Centre (1375 spett.) |

| Brampton 13 aprile 2023, ore 17:00 UTC-4 | Canada | 3 – 2 (d.t.s.) (1-0, 1-1, 0-1, 1-0) referto | Svezia | CAA Centre (4019 spett.) |

| Brampton 13 aprile 2023, ore 20:30 UTC-4 | Svizzera | 5 – 1 (1-1, 3-0, 1-0) referto | Giappone | CAA Centre (1344 spett.) |

#### Semifinali 5º-8º posto
| Brampton 14 aprile 2023, ore 15:00 UTC-4 | Finlandia | 8 – 2 (1-1, 3-1, 4-0) referto | Germania | CAA Centre (679 spett.) |

| Brampton 14 aprile 2023, ore 19:00 UTC-4 | Giappone | 0 – 1 (0-1, 0-0, 0-0) referto | Svezia | CAA Centre (976 spett.) |

#### Semifinali
| Brampton 15 aprile 2023, ore 12:00 UTC-4 | Stati Uniti | 9 – 1 (1-0, 5-1, 3-0) referto | Rep. Ceca | CAA Centre (2663 spett.) |

| Brampton 15 aprile 2023, ore 16:00 UTC-4 | Canada | 5 – 1 (0-0, 2-0, 3-1) referto | Svizzera | CAA Centre (4235 spett.) |

#### Finale per il 5º posto
| Brampton 16 aprile 2023, ore 10:00 UTC-4 | Finlandia | 3 – 1 (1-1, 1-0, 1-0) referto | Svezia | CAA Centre (956 spett.) |

#### Finale per il 3º posto
| Brampton 16 aprile 2023, ore 15:00 UTC-4 | Rep. Ceca | 3 – 2 (2-1, 1-1, 0-0) referto | Svizzera | CAA Centre (2162 spett.) |

#### Finalissima
| Brampton 16 aprile 2023, ore 19:00 UTC-4 | Canada | 3 – 6 (1-1, 2-1, 0-4) referto | Stati Uniti | CAA Centre (4635 spett.) |

### Classifica finale
| Pos | Gr | Squadra     | G | V | VS | PS | P | GF | GS | DG  | Pt | Risultato finale                           |
| --- | -- | ----------- | - | - | -- | -- | - | -- | -- | --- | -- | ------------------------------------------ |
| 1   | A  | Stati Uniti | 7 | 6 | 0  | 1  | 0 | 43 | 12 | +31 | 19 | Campione                                   |
| 2   | A  | Canada (H)  | 7 | 4 | 2  | 0  | 1 | 29 | 13 | +16 | 16 | Finalista                                  |
| 3   | A  | Rep. Ceca   | 7 | 3 | 1  | 0  | 3 | 16 | 26 | −10 | 11 | Terzo posto                                |
| 4   | A  | Svizzera    | 7 | 2 | 0  | 0  | 5 | 15 | 30 | −15 | 6  | Quarto posto                               |
|     |    |             |   |   |    |    |   |    |    |     |    |                                            |
| 5   | B  | Finlandia   | 7 | 6 | 0  | 0  | 1 | 38 | 8  | +30 | 18 | Finale per il 5º posto                     |
| 6   | B  | Svezia      | 7 | 3 | 0  | 1  | 3 | 22 | 20 | +2  | 10 | Finale per il 5º posto                     |
|     |    |             |   |   |    |    |   |    |    |     |    |                                            |
| 7   | A  | Giappone    | 6 | 0 | 0  | 1  | 5 | 6  | 24 | −18 | 1  |                                            |
| 8   | B  | Germania    | 6 | 3 | 0  | 0  | 3 | 13 | 17 | −4  | 9  |                                            |
|     |    |             |   |   |    |    |   |    |    |     |    |                                            |
| 9   | B  | Ungheria    | 4 | 1 | 0  | 0  | 3 | 7  | 15 | −8  | 3  | Eliminate nella fase a gironi e retrocesse |
| 10  | B  | Francia     | 4 | 0 | 0  | 0  | 4 | 5  | 29 | −24 | 0  | Eliminate nella fase a gironi e retrocesse |

## Prima Divisione

### Gruppo A
Il torneo si svolgerà a Shenzhen, in Cina, dal 20 al 26 agosto 2023.

| Pos | Squadra     | G | V | VS | PS | P | GF | GS | DG | Pt | Promozione o retrocessione      |  | AUT | CHN | DEN | NOR | SVK | NED |
| --- | ----------- | - | - | -- | -- | - | -- | -- | -- | -- | ------------------------------- |  | --- | --- | --- | --- | --- | --- |
| 1   | Austria     | 0 | 0 | 0  | 0  | 0 | 0  | 0  | 0  | 0  | Promossa in Top Division        |  | —   |     |     |     |     |     |
| 2   | Cina (H)    | 0 | 0 | 0  | 0  | 0 | 0  | 0  | 0  | 0  |                                 |  |     | —   |     |     |     |     |
| 3   | Danimarca   | 0 | 0 | 0  | 0  | 0 | 0  | 0  | 0  | 0  |                                 |  |     | —   |     |     |     |     |
| 4   | Norvegia    | 0 | 0 | 0  | 0  | 0 | 0  | 0  | 0  | 0  |                                 |  |     |     | —   |     |     |     |
| 5   | Slovacchia  | 0 | 0 | 0  | 0  | 0 | 0  | 0  | 0  | 0  |                                 |  |     |     |     | —   |     |     |
| 6   | Paesi Bassi | 0 | 0 | 0  | 0  | 0 | 0  | 0  | 0  | 0  | Retrocessa in Prima Divisione B |  |     |     |     |     |     | —   |

### Gruppo B
Il torneo si svolse a Suwon, in Corea del Sud, dal 17 al 23 aprile 2023.

| Pos | Squadra           | G | V | VS | PS | P | GF | GS | DG | Pt | Promozione o retrocessione        |     | KOR | POL | ITA | SLO | GBR | KAZ |
| --- | ----------------- | - | - | -- | -- | - | -- | -- | -- | -- | --------------------------------- | --- | --- | --- | --- | --- | --- | --- |
| 1   | Corea del Sud (H) | 5 | 4 | 1  | 0  | 0 | 15 | 6  | +9 | 14 | Promossa in Prima Divisione A     |     | —   | 4–0 | 2–1 | 4–2 | 3–2 | 2–1 |
| 2   | Polonia           | 5 | 4 | 0  | 0  | 1 | 8  | 7  | +1 | 12 |                                   |     | 0–4 | —   | 1–0 | 2–0 | 2–1 | 3–2 |
| 3   | Italia            | 5 | 3 | 0  | 1  | 1 | 10 | 5  | +5 | 10 |                                   | 1–2 | 0–1 | —   | 4–2 | 2–0 | 3–0 |     |
| 4   | Slovenia          | 5 | 1 | 1  | 0  | 3 | 10 | 14 | −4 | 5  |                                   | 2–4 | 0–2 | 2–4 | —   | 4–3 | 2–1 |     |
| 5   | Gran Bretagna     | 5 | 1 | 0  | 1  | 3 | 7  | 11 | −4 | 4  |                                   | 2–3 | 1–2 | 0–2 | 3–4 | —   | 1–0 |     |
| 6   | Kazakistan        | 5 | 0 | 0  | 0  | 5 | 4  | 11 | −7 | 0  | Retrocessa in Seconda Divisione A |     | 1–2 | 2–3 | 0–3 | 1–2 | 0–1 | —   |

## Seconda Divisione

### Gruppo A
Il torneo si svolse a Città del Messico, in Messico, dal 2 al 7 aprile 2023.

| Pos | Squadra        | G | V | VS | PS | P | GF | GS | DG  | Pt | Promozione o retrocessione        |     | LAT   | ESP   | MEX   | TPE   | ISL   | PRK   |
| --- | -------------- | - | - | -- | -- | - | -- | -- | --- | -- | --------------------------------- | --- | ----- | ----- | ----- | ----- | ----- | ----- |
| 1   | Lettonia       | 4 | 4 | 0  | 0  | 0 | 21 | 3  | +18 | 12 | Promossa in Prima Divisione B     |     | —     | 4–1   | 8–0   | 3–2   | 6–0   | canc. |
| 2   | Spagna         | 4 | 3 | 0  | 0  | 1 | 17 | 6  | +11 | 9  |                                   |     | 1–4   | —     | 6–0   | 2–0   | 8–2   | canc. |
| 3   | Messico (H)    | 4 | 2 | 0  | 0  | 2 | 5  | 16 | −11 | 6  |                                   | 0–8 | 0–6   | —     | 2–0   | 3–2   | canc. |       |
| 4   | Taipei cinese  | 4 | 0 | 1  | 0  | 3 | 5  | 9  | −4  | 2  |                                   | 2–3 | 0–2   | 0–2   | —     | 3–2   | canc. |       |
| 5   | Islanda        | 4 | 0 | 0  | 1  | 3 | 6  | 20 | −14 | 1  |                                   | 0–6 | 2–8   | 2–3   | 2–3   | —     | canc. |       |
| 6   | Corea del Nord | 0 | 0 | 0  | 0  | 0 | 0  | 0  | 0   | 0  | Retrocessa in Seconda Divisione B |     | canc. | canc. | canc. | canc. | canc. | —     |

1. ↑  La Corea del Nord si ritirò prima dell'inizio del torneo.

### Gruppo B
Il torneo si è svolto a Città del Capo, in Sudafrica, dal 20 al 26 febbraio 2023.

| Pos | Squadra       | G | V | VS | PS | P | GF | GS | DG  | Pt | Promozione o retrocessione      |     | BEL   | AUS   | NZL   | RSA   | CRO   | TUR   |
| --- | ------------- | - | - | -- | -- | - | -- | -- | --- | -- | ------------------------------- | --- | ----- | ----- | ----- | ----- | ----- | ----- |
| 1   | Belgio        | 4 | 4 | 0  | 0  | 0 | 19 | 4  | +15 | 12 | Promossa in Seconda Divisione A |     | —     | 1–0   | 4–2   | 4–1   | 10–1  | canc. |
| 2   | Australia     | 4 | 3 | 0  | 0  | 1 | 34 | 3  | +31 | 9  |                                 |     | 0–1   | —     | 5–2   | 10–0  | 19–0  | canc. |
| 3   | Nuova Zelanda | 4 | 2 | 0  | 0  | 2 | 24 | 11 | +13 | 6  |                                 | 2–4 | 2–5   | —     | 5–1   | 15–1  | canc. |       |
| 4   | Sudafrica (H) | 4 | 1 | 0  | 0  | 3 | 4  | 20 | −16 | 3  |                                 | 1–4 | 0–10  | 1–5   | —     | 2–1   | canc. |       |
| 5   | Croazia       | 4 | 0 | 0  | 0  | 4 | 3  | 46 | −43 | 0  | Retrocessa in Terza Divisione A |     | 1–10  | 0–19  | 1–15  | 1–2   | —     | canc. |
| –   | Turchia       | 0 | 0 | 0  | 0  | 0 | 0  | 0  | 0   | 0  | Ritirata                        |     | canc. | canc. | canc. | canc. | canc. | —     |

1. ↑  La Turchia si è ritirata prima dell'inizio del torneo a causa del terremoto in Turchia e Siria del 2023.[4]

## Terza Divisione

### Gruppo A
Il torneo si svolse a Brașov, in Romania, dal 3 al 9 aprile 2023.

| Pos | Squadra     | G | V | VS | PS | P | GF | GS | DG  | Pt | Promozione o retrocessione      |     | HKG  | UKR | LTU  | ROU  | BUL  | EST |
| --- | ----------- | - | - | -- | -- | - | -- | -- | --- | -- | ------------------------------- | --- | ---- | --- | ---- | ---- | ---- | --- |
| 1   | Hong Kong   | 5 | 4 | 0  | 1  | 0 | 18 | 9  | +9  | 13 | Promossa in Seconda Divisione B |     | —    | 2–1 | 4–5  | 3–1  | 6–2  | 3–0 |
| 2   | Ucraina     | 5 | 4 | 0  | 0  | 1 | 22 | 6  | +16 | 12 |                                 |     | 1–2  | —   | 2–1  | 4–0  | 10–3 | 5–0 |
| 3   | Lituania    | 5 | 3 | 1  | 0  | 1 | 25 | 10 | +15 | 11 |                                 | 5–4 | 1–2  | —   | 5–2  | 8–2  | 6–0  |     |
| 4   | Romania (H) | 5 | 2 | 0  | 0  | 3 | 17 | 14 | +3  | 6  |                                 | 1–3 | 0–4  | 2–5 | —    | 10–2 | 4–0  |     |
| 5   | Bulgaria    | 5 | 1 | 0  | 0  | 4 | 15 | 36 | −21 | 3  |                                 | 2–6 | 3–10 | 2–8 | 2–10 | —    | 6–2  |     |
| 6   | Estonia     | 5 | 0 | 0  | 0  | 5 | 2  | 24 | −22 | 0  | Retrocessa in Terza Divisione B |     | 0–3  | 0–5 | 0–6  | 0–4  | 2–6  | —   |

### Gruppo B
Il torneo si svolse a Tnuvot, in Israele, dal 26 al 31 marzo 2023.

| Pos | Squadra              | G | V | VS | PS | P | GF | GS | DG  | Pt | Promozione o retrocessione    |      | SRB | ISR | BIH  |
| --- | -------------------- | - | - | -- | -- | - | -- | -- | --- | -- | ----------------------------- | ---- | --- | --- | ---- |
| 1   | Serbia               | 4 | 4 | 0  | 0  | 0 | 37 | 2  | +35 | 12 | Promossa in Terza Divisione A |      | —   | 5–1 | 12–1 |
| 2   | Israele (H)          | 4 | 1 | 0  | 0  | 3 | 7  | 19 | −12 | 3  |                               |      | 0–9 | —   | 2–4  |
| 3   | Bosnia ed Erzegovina | 4 | 1 | 0  | 0  | 3 | 6  | 29 | −23 | 3  |                               | 0–11 | 1–4 | —   |      |

1. 1 2  Scontri diretti: Israele 3 p., +1; Bosnia ed Erzegovina 3 p., -1.